# Silene baschkirorum
Silene baschkirorum är en nejlikväxtart som beskrevs av Janisch.
Silene baschkirorum ingår i släktet glimmar och familjen nejlikväxter. Inga underarter finns listade i Catalogue of Life.

## Bildgalleri

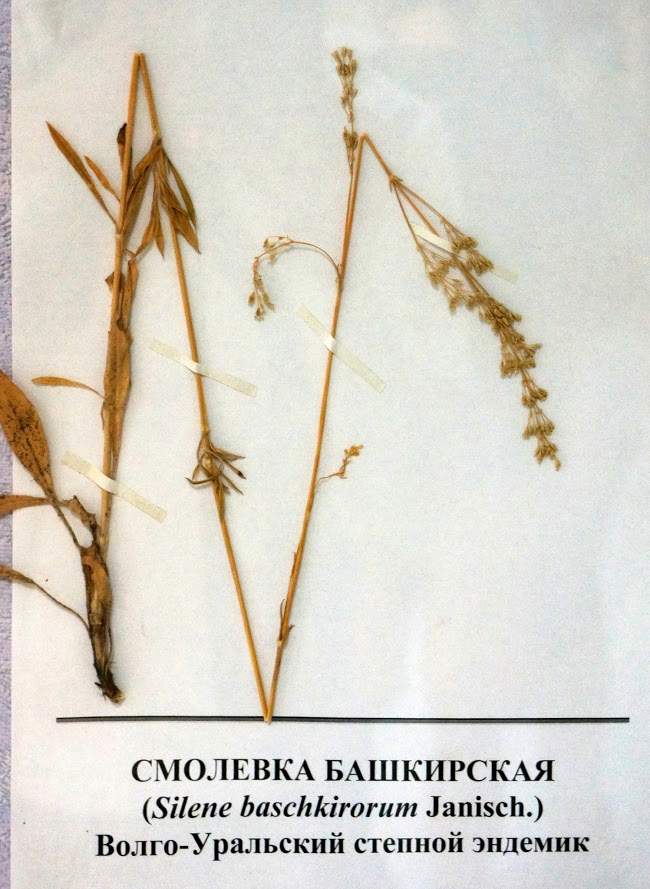